# Aartaminjärvi
Aartaminjärvi är en sjö i Finland. Den ligger i kommunen Nivala i landskapet Norra Österbotten, i den centrala delen av landet, 400 km norr om huvudstaden Helsingfors. Aartaminjärvi ligger 85,5 meter över havet. Arean är 56,9 hektar och strandlinjen är 3,48 kilometer lång. Sjön  ingår i Kalajoki älvs huvudavrinningsområde.   I omgivningarna runt Aartaminjärvi växer i huvudsak blandskog.